# Geir Hilmar Haarde
Geir Hilmar Haarde, född 8 april 1951 i Reykjavik, är en isländsk politiker (självständighetspartiet), finansminister 1998-2005, och utrikesminister mellan 2005 och 2006. Geir tillträdde 2006 som statsminister och avgick den 26 januari 2009 tillsammans med hela sin regering, sedan våldsamma demonstrationer riktats mot regeringens hantering av finanskrisen.